# Grande halle de la Villette
De Grande halle de la Villette is een open maar overdekte evenementenhal in het Parc de la Villette in het 19e arrondissement van de Franse hoofdstad Parijs. Voor het bouwwerk in 1979 deze functie kreeg, was het van 1867 tot 1974 onderdeel van de marché aux bestiaux de la Villette. Tegenwoordig is de hal de locatie van handelsbeurzen, tentoonstellingen, muziekfestivals en openluchtbioscoopvoorstellingen.
Keizer Lodewijk Napoleon wilde ruimte in de stad creëren en als onderdeel daarvan de slachthuizen in de Parijse binnenstad liquideren. Hij gaf stedenbouwkundige Georges-Eugène Haussmann de opdracht dit uit te werken als onderdeel van de Verbouwing van Parijs. Haussman koos om meerdere reden voor een grote slachthuissite aan de rand van de stad.
De grote hal werd gebouwd tussen 1865 en 1867 volgens de plannen van Jules de Mérindol, die zich liet assisteren door Louis-Adolphe Janvier. De toenmalige benaming was de "halle aux bœufs". Ze werd de kern van de veemarkt die zich op de site afspeelde vanaf 1867 tot de sluiting in 1974. Deze hal was de grootste van drie hallen op het terrein. Ze bood initieel plaats aan 1.360 grote runderen (koeien, stieren, ossen), later werden tot 5.000 runderen geplaatst. De hal stond in het midden van drie hallen. In de ene kleinere hal werden tot 1.950 kalveren en 3.240 varkens verhandeld, in de andere 3.900 schapen. Deze twee kleinere hallen werden in 1980 en 1986 afgebroken.
Op 2 maart 1979 werd de grote hal geklasseerd als monument historique. De hal is tegenwoordig eigendom van de Franse staat en wordt uitgebaat door de Établissement public du parc et de la grande halle de la Villette.
De hal heeft een oppervlakte van 26.000 m², is 245 m lang, 85 m breed en tot 19 m hoog.
- International Standard Name Identifier: 0000 0001 2110 988X
- Library of Congress Control Number: nr90021072
- MusicBrainz: 354915c4-702b-4f62-9c47-5c90d1924b74
- Virtual International Authority File: 140342728